# República de América Central
La República de América Central fue una federación que nació como un intento de unir a los países centroamericanos de Honduras, Nicaragua y El Salvador en un solo Estado, con una duración de 1895 a 1898.

## Historia

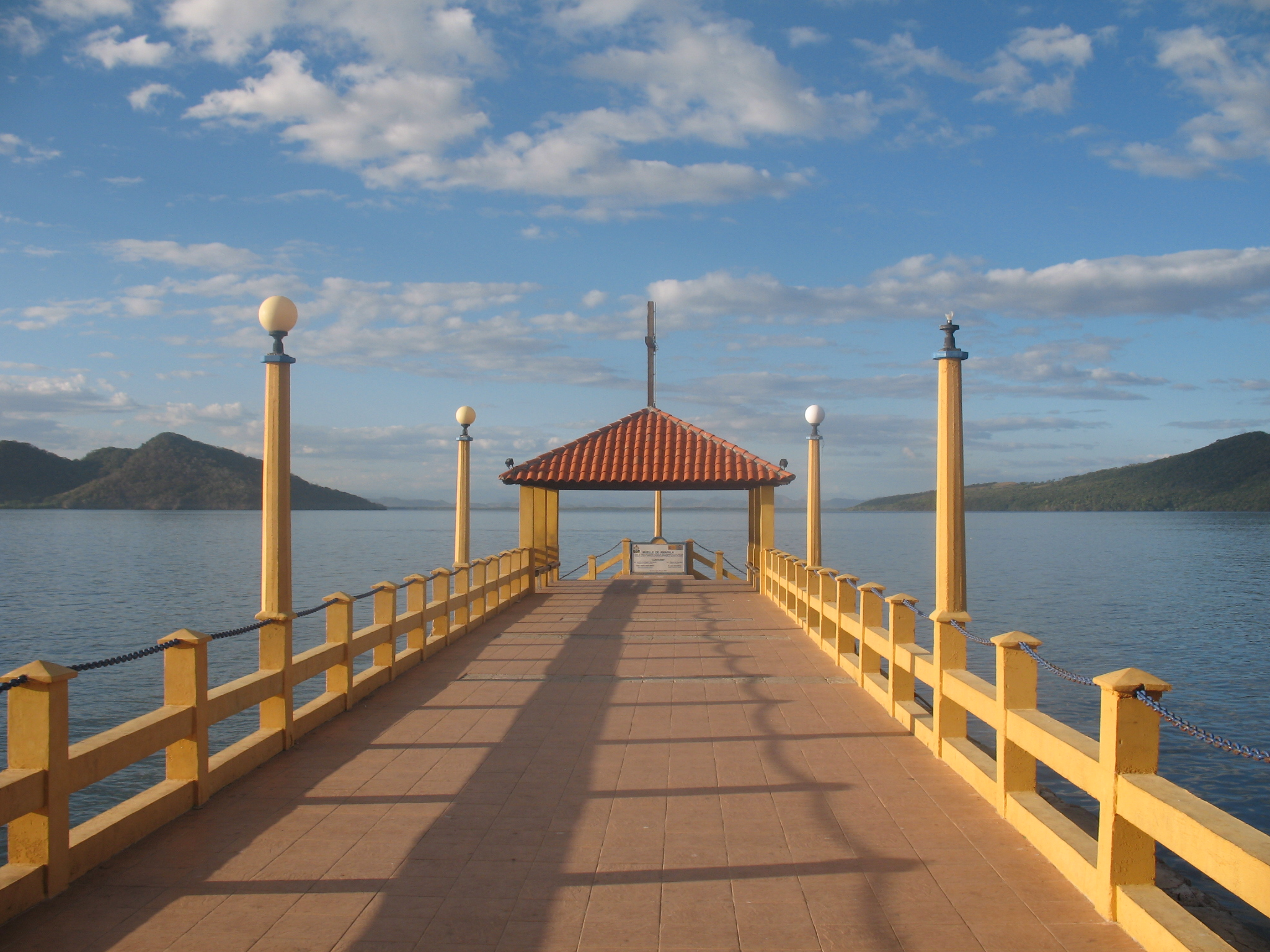
Puerto de Amapala.

Tras la resolución de la República Federal de Centroamérica, las jóvenes naciones centroamericanas sufrieron diversas crisis políticas y levantamientos armados y conflictos entre ellas así como la presencia de potencias extranjeras con objetivos imperialistas en la zona. Destaca la presencia del Imperio británico en la Mosquitia y las Islas de la Bahía. Finalmente estas repúblicas comenzaron un periodo de apaciguamiento interno y nuevas reformas políticas y económicas que trajeron consigo el ferrocarril y la apertura al mundo.
Este intento se produjo como consecuencia del Pacto de Amapala, firmado el 20 de junio de 1895, y llegó a raíz de la reforma liberal en Honduras y reformas en El Salvador y Nicaragua. Aunque Costa Rica y Guatemala consideraron unirse a la república, ninguno de los dos países se sumaron al firmarse el trato.
En el 14 de mayo de 1898, la Dieta de la República reunida en Managua convocó a los representantes electos de los tres estados a la Asamblea Constituyente para que se somete a ella el proyecto de la constitución federal en cumplimiento del Pacto de Amapala; la Asamblea había de abrir sus sesiones el 17 de junio en Managua.
La república fue rebautizada como Estados Unidos de Centroamérica, cuando su constitución entró en vigor en 1898, y ubicó su capital en la ciudad hondureña de Amapala en el golfo de Fonseca. Sin embargo, la unión no sobrevivió a una toma de poder en El Salvador por el general Tomás Regalado en 1898.